# Rezerwat stepowy
Rezerwat stepowy – rezerwat przyrody, w którym przedmiotem ochrony jest kserotermiczna roślinność stepowa, taka jak murawy ciepłolubne na podłożu wapiennym lub gipsowym.

## Rezerwaty stepowe w Polsce
W 2015 roku było w Polsce 35 rezerwatów stepowych o łącznej powierzchni 543 ha.
Wybrane rezerwaty stepowe w Polsce:
- Rezerwat przyrody Łabunie
- Rezerwat przyrody Murawy Dobromierskie
- Rezerwat przyrody Skowronno
- Rezerwat przyrody Miłachowo
- Rezerwat przyrody Skotniki Górne
- Rezerwat przyrody Winiary Zagojskie
- Rezerwat przyrody Przęślin
- Rezerwat przyrody Góry Pieprzowe
- Rezerwat przyrody Góry Wschodnie
- Rezerwat przyrody Skorocice

Na podstawie wyszukiwarki w Centralnym Rejestrze Form Ochrony Przyrody